# Izumi (Osaka)
Izumi (和泉市, Izumi-shi) és una ciutat i municipi de la prefectura d'Osaka, a la regió de Kansai, Japó.

## Geografia
La ciutat d'Izumi es troba al sud de la prefectura d'Osaka, en la regió de Senboku. Izumi limita amb els municipis de Sakai, Izumiōtsu, Tadaoka i Takaishi al nord, amb Kawachinagano i la prefectura de Wakayama al sud i amb Kishiwada a l'oest. El centre urbà d'Izumi i la zona més poblada es troba a l'àrea costanera del terme municipal.

## Història
Fins a l'era Meiji, l'àrea on actualment es troba el municipi d'Izumi va formar part de la província d'Izumi. De fet, la capital d'aquesta província es trobava a l'antiga ciutat de Fûchû, actualment al centre històric d'Izumi i és per això que el municipi porta el nom de l'antiga província. L'actual ciutat d'Izumi va ser fundada l'1 de setembre de 1956.

## Transport
- Companyia de Ferrocarrils del Japó Occidental (JR West)
  - Estació de Kita Shinoda
  - Estació de Shinodayama
  - Estació d'Izumi-Fuchū
- Ferrocarril Ràpid de Senboku
  - Estació d'Izumi-Chūō

## Agermanaments
- Bloomington, Minnesota, EUA. (1993)
- Nantong, província de Jiangsu, RPX (1993)